# Ribeirão Mariza
Der Ribeirão Mariza ist ein etwa 23 km langer rechter Nebenfluss des Rio Ivaí im Norden des brasilianischen Bundesstaats Paraná.

## Geografie

### Lage
Das Einzugsgebiet des Ribeirão Mariza befindet sich auf dem Terceiro Planalto Paranaense (Dritte oder Guarapuava-Hochebene von Paraná) südlich von Maringá.

### Verlauf
Sein Quellgebiet liegt im Munizip Bom Sucesso auf 551 m Meereshöhe etwa 10 km westlich der Ortschaft Bom Sucesso in der Nähe der PR-546 nach Itambé.
Der Fluss verläuft überwiegend in südwestlicher Richtung. Er fließt auf der Grenze zwischen den Munizipien São Pedro do Ivaí und Itambé von rechts in den Rio Ivaí. Er mündet auf 291 m Höhe. Er ist etwa 23 km lang.

### Munizipien im Einzugsgebiet
Am Ribeirão Mariza liegen die drei Munizipien Bom Sucesso, São Pedro do Ivaí und Itambé.